# تاینی تمپا
پاتریک چاکوومکا اکوگوو (زاده ۷ نوامبر، ۱۹۸۸) یک خواننده و رپر انگلستانی است. تک آهنگ های وی با نام های بیهوشی و نوشتن در ستاره‌ها که مقام اول را در چارت بریتانیا بدست آوردند. همچنین آهنگ بیهوشی برنده جایزه بهترین تک آهنگ در جوایز بریت آواردز 2010 شد.آلبوم دیسک-وری وی مقام اول بهترین آلبوم سال در چارت بریتانیا را بدست آورد همچنین گواهینامه پلاتینیوم را در سال 2010 بدست آورد.

## آلبوم ها
- دیسک-وری (2010)
- تظاهرات (2013)
- جوانی (2017)